# ミュンヘン6日間レース
ミュンヘン6日間レース（独:Sechstagerennen München）は、例年11月中旬頃、ドイツ、ミュンヘンのオリンピアホールで行われる、自転車競技（トラックレース）の6日間レースの名称。

## 大会の歴史
1933年に開始。第二次世界大戦後となる1949年に復活。同年はシリーズ通じて10万人を超えるファンが集まり、大盛況裡に終えたことから、翌1950年は年2回の開催が行われたが、1954年には1日平均入場者数が約4000人に激減したことから、同年限りでスポンサーが撤退し、廃止の憂き目に遭った。
しかし、1972年にミュンヘンオリンピックが開催されたことを契機に2度目の復活を果たし、今日に至る。もっとも、近年は入場者数が伸び悩んでおり、存続そのものが危ぶまれている現状となっていると伝えられていた。
2010年〜2011年シーズンは開催されなかった。

## 歴代優勝者
| 年     | 優勝者                                               |
| ------ | ---------------------------------------------------- |
| 2009   | ブルーノ・リジ ＝ フランコ・マルヴリ                 |
| 2008   | ローベルト・バルトコ ＝ イルヨ・カイセ               |
| 2007   | ブルーノ・リジ ＝ フランコ・マルヴリ                 |
| 2006   | ブルーノ・リジ ＝ エリック・ツァベル                 |
| 2005   | ローベルト・バルトコ ＝ エリック・ツァベル           |
| 2004   | マシュー・ギルモア ＝ スコット・マグローリー         |
| 2003   | ブルーノ・リジ ＝ クルト・ベチャルト                 |
| 2002   | マシュー・ギルモア ＝ スコット・マグローリー         |
| 2001   | シルヴィオ・マルティネッロ ＝ エリック・ツァベル     |
| 2000   | ブルーノ・リジ ＝ クルト・ベチャルト                 |
| 1999   | シルヴィオ・マルティネッロ ＝ アンドレアス・カペス   |
| 1998   | ブルーノ・リジ ＝ クルト・ベチャルト                 |
| 1997   | ブルーノ・リジ ＝ クルト・ベチャルト                 |
| 1996   | アドリアーノ・バッフィ ＝ ジョヴァンニ・ロンバルディ |
| 1995   | エティアンヌ・デウィルデ ＝ エリック・ツァベル       |
| 1994   | ブルーノ・リジ ＝ クルト・ベチャルト                 |
| 1993   | ブルーノ・リジ ＝ クルト・ベチャルト                 |
| 1992   | オラフ・ルードヴィッヒ ＝ ウルス・フロイラー         |
| 1991   | ダニー・クラーク ＝ エティアンヌ・デウィルデ         |
| 1990   | ダニー・クラーク ＝ アンソニー・ドイル               |
| 1989   | アンドレアス・カペス ＝ エティアンヌ・デウィルデ     |
| 1988   | ダニー・クラーク ＝ アンソニー・ドイル               |
| 1987   | ディートリヒ・テュラウ ＝ ウルス・フロイラー         |
| 1986   | ディートリヒ・テュラウ ＝ ダニー・クラーク           |
| 1985   | レネ・パイネン ＝ ウルス・フロイラー                 |
| 1984   | ハンス＝ヘンリック・エルステッド ＝ ゲルト・フランク |
| 1983   | レネ・パイネン ＝ ウルス・フロイラー                 |
| 1982   | レネ・パイネン ＝ パトリック・セルキュ               |
| 1981   | ダニー・クラーク ＝ ドナルド・アラン                 |
| 1980   | ダニー・クラーク ＝ ドナルド・アラン                 |
| 1979   | パトリック・セルキュ ＝ ディートリヒ・テュラウ       |
| 1978   | パトリック・セルキュ ＝ グレゴール・ブラウン         |
| 1977   | パトリック・セルキュ ＝ エディ・メルクス             |
| 1976   | ヴィルフィリート・ペフゲン ＝ アルベルト・フリッツ   |
| 1975   | レネ・パイネン ＝ ギュンター・ハリッツ               |
| 1974   | グレーム・ギルモア ＝ ジーギ・レンツ                 |
| 1973   | レネ・パイネン ＝ レオ・デュインダム                 |
| 1972   | ヴォルフガンク・シュルツェ ＝ ジーギ・レンツ         |
| 1954   | ハンス・プライスカイト ＝ ルドヴィヒ・ヘルマン       |
| 1953   | ジャン・ロトー ＝ ヴァルター・ブヒャー               |
| 1952   | アルフレト・ストロム ＝ ルドヴィヒ・ヘルマン         |
| 1951   | エミール・カララ ＝ ギュイ・ラペビー                 |
| 1950-2 | カミル・デキュイスヒェル ＝ モリス・デパウ           |
| 1950-1 | ロベール・ナーイエ ＝ レネ・アドリアーンセンス       |
| 1949   | ロベール・ナーイエ ＝ レネ・アドリアーンセンス       |
| 1933   | オスカル・ティーツ ＝ フランツ・レーマン             |